# Colette Fleuriot
Pour les articles homonymes, voir Fleuriot.
Colette Fleuriot, nom de scène de Colette Marguerite Olga Fleurent, née le 17 novembre 1916 à Vineuil et morte le 11 mars 2006 aux États-Unis, est une actrice française.

## Biographie
Issue d'une fratrie de 4 enfants, Colette est la seule fille et grandit entourée de ses frères, André, Mario et Pierre. Elle a été mariée à Frédéric, un acteur américain. Elle a eu une fille. 

## Filmographie
- 1941 : Ne bougez plus de Pierre Caron :  Élyane
- 1942 : Simplet de Fernandel : Cigale
- 1947 : La Femme en rouge de Louis Cuny : La fleuriste
- 1947 : Capitaine Blomet d'Andrée Feix
- 1948 : Le Destin exécrable de Guillemette Babin de Guillaume Radot : Clotilde